# ابه کارلسون
اِبه کارلسون (سوئدی: Ebbe Carlsson؛ ۲۸ سپتامبر ۱۹۴۷ – ۳ اوت ۱۹۹۲) روزنامه‌نگار و ناشر اهل سوئد بود که با حزب سوسیال دموکرات سوئد در ارتباط بود. وی یک از نخستین افراد مشهور سوئدی است که به بیماری ایدز مبتلا شد.
از فیلم‌هایی که وی در آن‌ها نقش داشته است، می‌توان به تابو اشاره نمود.